# 丹佛 (印第安納州)
丹佛（英語：Denver）是一個位於美國印地安納州邁阿密縣的城鎮。

## 人口
根據2010年美國人口普查的數據，丹佛的面積為0.62平方千米，當中陸地面積為0.62平方千米，而水域面積為0.00平方千米。當地共有人口482人，而人口密度為每平方千米777人。